# フェデリコ・バスキロット
フェデリコ・バスキロット（Federico Baschirotto, 1996年9月20日 - ）は、イタリア・イーゾラ・デッラ・スカーラ出身のサッカー選手。USクレモネーゼ所属。ポジションはDF (CB, SB)。

## 経歴

### クラブ
2013年にセリエDのFCレニャーゴ・サルスでシニアデビュー。翌2014年にUSクレモネーゼと4年契約を結び、下部リーグのチームへのレンタル移籍を繰り返した。
セリエCのUSヴィテルベーゼ1908を経て、2021年7月にセリエBのアスコリ・カルチョへ2年契約で移籍。30試合に出場し4得点を記録した。
2022年7月12日、セリエAへ昇格したUSレッチェへ完全移籍で加入。26歳にして自身初のセリエA挑戦となった。2022-23シーズンにはサミュエル・ユムティティとセンターバックでコンビを組み、レッチェのセリエA残留に貢献した。
2025年7月29日、セリエAに昇格したUSクレモネーゼに完全移籍で加入した。

### 代表
2023年5月29日、UEFAネーションズリーグ・ファイナルズへ臨むメンバーとしてイタリア代表に初選出された。しかし、準決勝のスペイン戦、3位決定戦のオランダ戦でも出場機会は訪れなかった。

## 人物
- 屈強な肉体と筋肉量を誇り、その肉体についてイギリスのスポーツメディアであるGiveMeSportからは「WWEにいても場違いには見えない」と評された[7]。